# Oliver Kreuzer
Oliver Kreuzer (ur. 13 listopada 1965 w Mannheimie) – niemiecki piłkarz występujący na pozycji obrońcy.

## Kariera klubowa
Kreuzer zawodową karierę rozpoczynał w Karlsruher SC. 22 lutego 1986 w zremisowanym 1:1 meczu z SG Wattenscheid 09 zadebiutował w 2. Bundeslidze. W sezonie 1985/1986 rozegrał 13 ligowych spotkań w barwach KSC. Od początku następnego sezonu stał się jego podstawowym graczem. 23 sierpnia 1986 w wygranym 2:0 ligowym spotkaniu z SSV Ulm 1846 strzelił pierwszego gola w zawodowej karierze. W sezonie 1986/1987 wywalczył z klubem awans do Bundesligi. Debiut w tych rozgrywkach zaliczył 1 sierpnia 1987 przeciwko 1. FC Köln (1:1). Pierwszą bramkę w Bundeslidze zdobył 26 września 1987 w zremisowanym 1:1 pojedynku z Bayerem 04 Leverkusen. W KSC spędził sześć sezonów. W sumie zagrał tam w 182 ligowych meczach i zdobył 8 bramek.
Latem 1991 roku podpisał kontrakt z innym pierwszoligowym zespołem - Bayernem Monachium. Zadebiutował tam 3 sierpnia 1991 w zremisowanym 1:1 ligowym spotkaniu z Werderem Brema. W 1993 roku wywalczył z klubem wicemistrzostwo Niemiec. Rok później zdobył z nim mistrzostwo Niemiec. W 1996 roku ponownie wywalczył z Bayernem wicemistrzostwo Niemiec, a także zwyciężył z nim w rozgrywkach Pucharu UEFA. W 1997 roku po raz drugi zdobył z zespołem mistrzostwo Niemiec. Przez sześć lat w Bayernie rozegrał 150 ligowych spotkań i strzelił 8 goli.
W 1997 roku odszedł do szwajcarskiego FC Basel. Od czasu debiutu był tam podstawowym graczem. W 2002 roku zdobył z klubem mistrzostwo Szwajcarii oraz Puchar Szwajcarii. W tym samym roku zakończył karierę.

## Kariera reprezentacyjna
W latach 1986–1989 Kreuzer rozegrał 7 spotkań w reprezentacji RFN U-21.